# لونگ هیل، نیوجرسی
لونگ هیل (به انگلیسی: Long Hill Township) شهری در ایالت نیوجرسی کشور ایالات متحده آمریکا است که جمعیت آن در سرشماری سال ۲۰۱۰ میلادی، ۸٬۷۰۲ نفر بوده‌است.